# Avi Nash

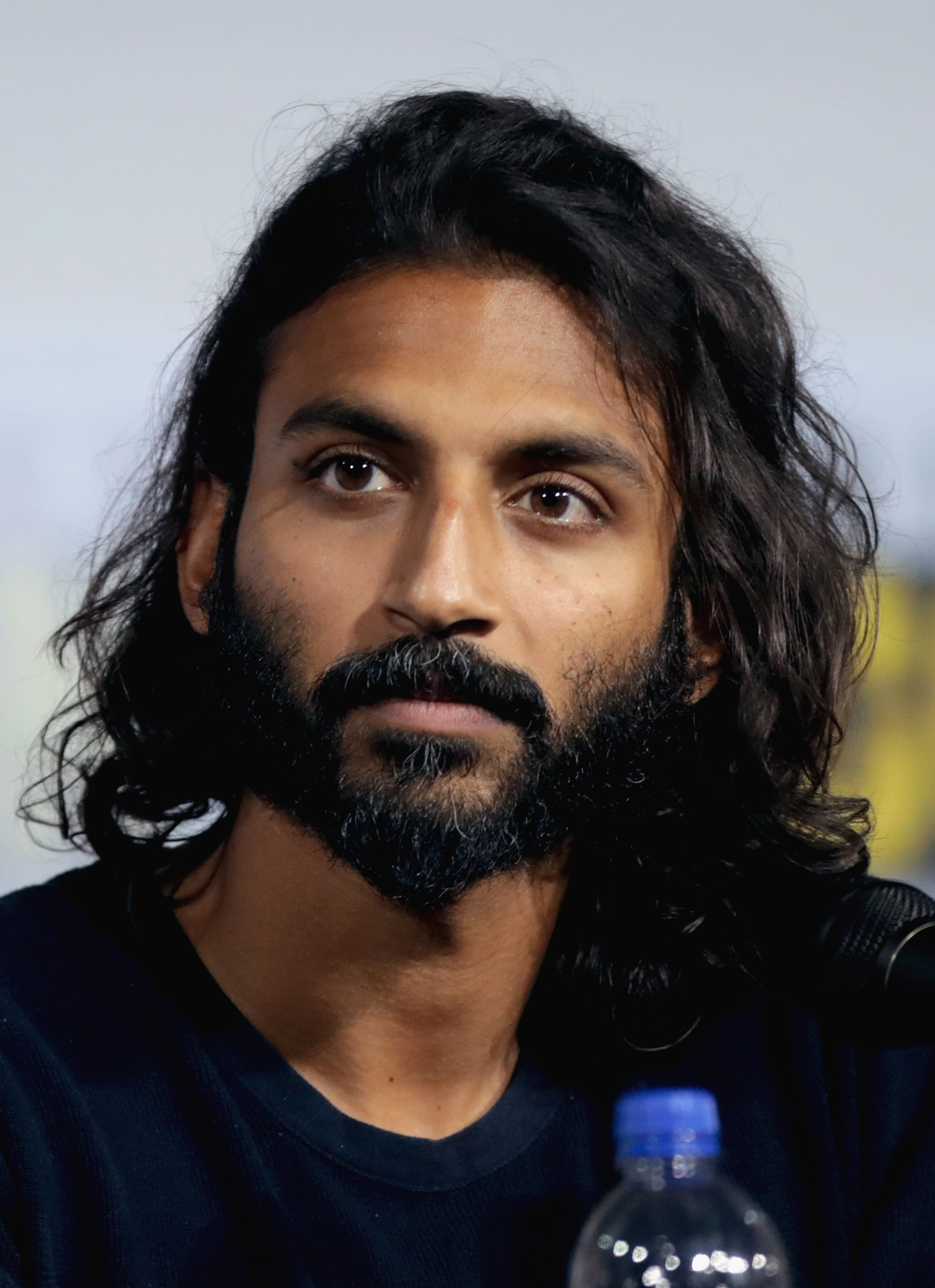
Avi Nash auf der San Diego Comic-Con im Juli 2019

Avi Nash  ist ein US-amerikanischer Schauspieler. Größere Bekanntheit erreichte er durch seine Rolle als Siddiq in der Fernsehserie The Walking Dead, die er in der 8. Staffel als wiederkehrende Gastrolle und in der 9. und 10. Staffel als Hauptrolle spielte.

## Leben und Karriere
Avi Nash wurde in den USA geboren und wuchs dort auch auf. Er studierte Mathematik und Computation Science an der Stanford University und schloss das Studium im Jahr 2012 ab.
Daneben besuchte er in Mumbai Schauspielkurse von Anupam Kher und machte im Jahr 2016 einen Schauspiel-Abschluss an der London Academy of Music and Dramatic Art. Vor seinem Engagement bei The Walking Dead spielte er Kurzfilmen oder als Nebendarsteller in abendfüllenden Spielfilmen und arbeitete zeitweise als Reiseführer, Englischlehrer und Restaurantbetreiber.
Nash lebt in Los Angeles, London und New York City.

## Filmografie

### Film
- 2013: Life of Guy
- 2013: E-103
- 2014: Breaking Tradition
- 2014: Learning to Drive – Fahrstunden fürs Leben
- 2015: Postal Jerks
- 2016: Amateur Night
- 2016: Barry
- 2023: Der Zopf

### Fernsehen
- 2015–2019: Silicon Valley (2 Episoden)
- 2017–2019: The Walking Dead (32 Episoden)
- seit 2023: Silo
- 2023: Black Mirror (Folge Joan Is Awful)